# ユニット (小説)
『ユニット』は、佐々木譲による日本の小説、及びそれを原作とした日本のテレビドラマ。

## 概要
2002年の北海道が舞台。
17歳の少年に妻子を凌辱され殺された真鍋篤。警察官である夫の家庭内暴力に苦しみ、家を飛び出した宮永祐子。二人はひょんなことから知り合い、同じ職場で働くことになる。ある日、妻子を殺した少年（川尻乃武夫）の出所を知った真鍋は復讐を決意。銃を手に入れて実行するも失敗し、逆に命を狙われる羽目に。真鍋は、宮永祐子の夫・門脇英雄の執拗な追跡を受ける祐子とともに逃避行を続けながら、それまでの無気力な生活から立ち直っていく。少年犯罪や仇討ち、さらには家族のあり方についても考えさせられる作品である。

## 登場人物
真鍋篤
32歳。札幌市北区在住。北海道の帯広市出身で、東京の私立大学工学部卒業。土木工学を専攻していた事もあり、多数の技術関係の国家資格を持つ。地下鉄サリン事件が起こった1995年（平成7年）3月頃に、妻の由美とまだ赤ん坊だった娘のあみが、当時17歳だった川尻乃武夫により殺害され、魂が抜け殻状態となる。2002年（平成14年）、西18丁目駅にてプラットホームで起こった転落事故を機に波多野、門脇親子との出会いにより、波多野工務店で働くことになる。
門脇祐子
31歳。旧姓：宮永。函館市付近の江差町出身で、函館の短大の家政科卒業。夫の英雄のDVを避ける為、5歳の息子の晴也を連れて旭川市から札幌市にやってくる。真鍋と同じく西18丁目駅にてプラットホームで起こった転落事故を機に、波多野工務店で旧姓として働くことになる。
波多野正明
54歳（作中でもうすぐ55歳を迎える）。バツイチ。1976年（昭和51年）に結婚しているが、26年後の2002年（平成14年）に妻が出て行った。東京で就職している息子がいる。真鍋、門脇と同じく西18丁目駅にてプラットホームで起こった転落事故を機に、二人を波多野工務店に雇い入れる。
門脇英雄
祐子の夫。北海道警察旭川方面本部の警官。妻の祐子に度々暴力を重ねた。祐子と息子の晴也が宿舎を出て行ったことがわかると、あらゆる手段を使って妻子二人を追跡する。
川尻乃武夫
殺人犯。私立函館平和学園高等学校中退。1995年（平成7年）3月、もうすぐ18歳を迎える頃に、金の欲しさに真鍋の妻の由美とまだ赤ん坊だった娘のあみを殺害。同年から2002年（平成14年）5月までの7年間、盛岡少年刑務所、黒羽刑務所を服役。

## 主な用語
旭川市
- 北海道警察本部・旭川方面本部官舎
  - 花咲町に居を構える、門脇祐子と晴也が住んでいた宿舎。

札幌市
- 札幌公共職業安定所
  - 真鍋篤、門脇祐子、門脇晴也、波多野正明が入ったハローワーク。

- 波多野設備工務店
  - 手稲区稲穂に店を構える企業。波多野正明が経営し、真鍋篤、門脇祐子が働くことになる職場。

## テレビドラマ
テレビ朝日の『土曜ワイド劇場』特別企画として、『ユニット 復讐を誓う男と逃げる女』のタイトルで2006年2月11日に放送された。主演は緒形直人。原作では2002年の北海道が舞台となっているが、ドラマでは放送当時2006年の東京に置き換えている。視聴率は13.6%。

### キャスト
- 真鍋篤 - 緒形直人
- 宮永祐子 - 若村麻由美
- 波多野正明 - 伊東四朗
- 門脇英雄 - 高橋克実
- 川尻乃武夫 - 山崎裕太
- 宮永晴也 - 鈴木宗太郎
- 船田広志 - 阿部亮平
- 真鍋由美 - 渋谷琴乃
- 久保田彰子 - 円城寺あや
- 大橋信子 - 大島蓉子
- 清水弘 - マギー
- 菊池均也、山上賢治、松美里杷、佐久間哲、平泉陽太、大塚洋、上原由恵、森喜行、葛井亮平、伊藤洋一、中野佑治、小菅結衣、加藤里桜、五十嵐真人、古賀プロダクション、劇団東俳

### スタッフ
- 監督・脚本 - 橋本綾
- 原作 - 佐々木譲「ユニット」（文藝春秋刊）
- 演出 - 土方政人（共同テレビ）
- プロデューサー - 高橋萬彦（共同テレビ）、佐藤凉一（テレビ朝日）、三輪祐見子（テレビ朝日）
- 音楽 - 志田博英、亀森素子、古跡奈歩
- 音楽協力 - テレビ朝日ミュージック
- 主題歌 - kiroro「もう少し」（ビクターエンタテインメント）
- プロデューサー補 - 椋尾由希子
- 広報 - 豊島晶子（テレビ朝日）
- スチール - チャールズ村上
- 演出補 - 萩原孝昭
- 記録 - 村上律子
- 撮影技術 - 五木田智
- 技術プロデューサー - 石井勝浩
- 照明 - 小野村拡洋
- 音声 - 島田隆雄
- 映像 - 桜庭武志
- 編集 - 深沢佳文
- ライン編集 - 伊藤裕之
- 美術プロデューサー - 杉川廣明、吉良久仁子
- 美術制作 - 吉見邦弘
- 大道具製作 - 大地研之
- 装飾 - 泉人士
- 持道具 - 新本由理
- 衣裳 - 金子光浩
- スタイリスト - 岡のぞみ
- メイク - 佐藤優子、野中真紀子
- 劇用車 - LAカンパニー
- 制作 - テレビ朝日、共同テレビ